# Karolin Back

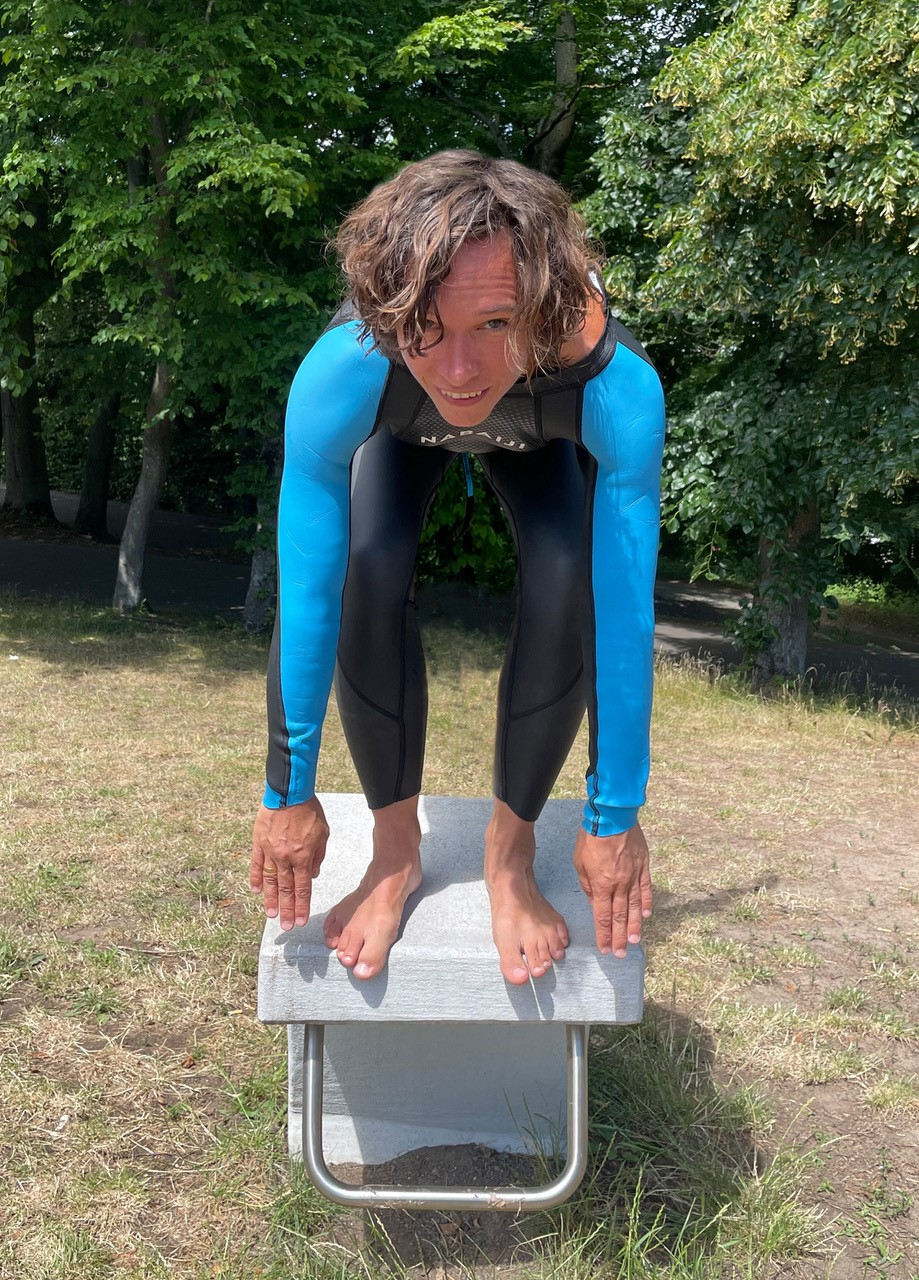
Karolin Back, 2024

Karolin Back (* 1980 in Stuttgart) ist eine deutsche Künstlerin und Fotografin. Ihr Werk umfasst Fotografie, Video, Installationen und Konzeptkunst.

## Leben und Werk
Karolin Back wuchs in Stuttgart auf. Nach einer Ausbildung zur Schreinerin (2001–2004) mit anschließender Fortbildung zur Gestalterin im Handwerk arbeitete sie zunächst selbständig als Gestalterin im Handwerk. Von 2007 bis 2013 studierte Back Kunst an der Hochschule für Gestaltung Offenbach am Main bei Martin Liebscher.
2014 gewann sie mit ihrer Diplomarbeit „Was ist eine Sekunde, wenn neben ihr die Welt steht“ den Preis gute aussichten – junge deutsche fotografie.
2015 erhielt sie den Talents-Preis von C/O Berlin. Zu dieser Ausstellung erschien ein Ausstellungskatalog mit dem Titel „play loud“ im Kehrerverlag.
Ihre Arbeiten wurden im In- und Ausland in Einzel- und Gruppenausstellungen gezeigt. Unter anderem in Berlin, Hamburg, Frankfurt am Main, Mexiko-Stadt, Washington, Nicosia, Tallinn und Łódź.
Backs Installationen und Fotografien spielen häufig mit der Darstellung und Wahrnehmung von Fotografie.

## Stipendien und Preise
- Deutschlandstipendium (2011)
- Deutsche Börse und HfG Fotoförderpreis (2012)[2]
- Atelierstipendium der Künstlerhilfe Frankfurt e.V. (2013)
- Dr. Marschner Diplomstipendium (2013)
- PREVIEW BERLIN Hyp Preis[3]
- gute aussichten – junge deutsche fotografie (2014)[4]
- Arbeitsstipendium der Künstlerhilfe Frankfurt e.V. (2014)[5]
- Talents 40, C/O Berlin (2015)[6]
- Atelierförderung der Stadt Stuttgart (2018)
- Nominiert für den südwestdeutschen Kunstpreis (2018)[7]

## Ausstellungen (Auswahl)

### Einzelausstellungen
- How many times. For how long. Why? HfG Offenbach: Satellit Berlin, Berlin (2011)
- High Noon, neuer Saarbrücker Kunstverein, KBM, Saarbrücken (2011)
- ich trage meinen Koffer zur nächsten Haltestelle, 1822-Forum der Frankfurter Sparkasse, Frankfurt (Katalog) (2012)
- 00:01, SJ Berwin LLP, Atrium am Opernplatz, Frankfurt (2014)
- Preview Berlin Hyp Preisträgerausstellung, Berlin (2014)
- gute aussichten_heimspiel7: Karolin Back & Thomas Neumann, Neustadt (2016)
- Bildkultur, Stuttgart (2017)
- Talents 40, C/O Berlin, Berlin (2017) mit Ausstellungskatalog „Play loud“, ISBN 978-3-86828-710-3
- Schaufenster, Jukus (2021)
- Medizin und Kunst, UAW Stuttgart (2021)
- retour au jeu, coucou Stuttgart (2024)

### Gruppenausstellungen
- Hier und Jetzt, Ostrale, Dresden (2009)
- B-ED 20, Marburger Kunstverein, Marburg (2009)
- kommen gehen. gehen kommen. gehen. Zeitraumexit, Mannheim (2009)
- es wär so geil noch ins Theater zu gehen, OUTNOW! Festival, KBM, Bremen (2010)
- Photokina, Köln (2010)
- COOP1, ehemalige Diamantenbörse, Frankfurt (2010)
- Das Museum selbst, Museum fuer Kunst und Kulturgeschichte, Marburg (2011)
- Die Tiere werden unruhig, Wunder der Prärie, Zeitraumexit, KBM, Mannheim (2011)
- Kunsträume II, Frankfurt (2011)
- Phantom und Oper, Stadtgalerie Bad Soden, Bad Soden (2012)
- Ausstellung Visueller Dialog, Darmstädter Tage der Fotografie, Darmstadt (2012)
- An der Wand, Ray 2012 project, Frankfurt (2012)
- Liebscher feat: Back, Bussemer, Schwarz, Artcargobay, Lüften!, Frankfurt (2012)
- Spieglein Spieglein, Börsenverein des Deutschen Buchhandels, Frankfurt (2012)
- Death by Diving, Kreuzberg Pavillon, Berlin (2012)
- spielt alle falsch, dann klingt es wieder richtig, HfG Offenbach: Satellit Berlin, Berlin (2013)
- Ausgezeichnet, Deutsche Börse, Frankfurt (2013)
- gute aussichten - junge deutsche fotografie. Museum Marta, Herford (2014)
- gute aussichten - junge deutsche fotografie. Goethe-Institut, Mexiko-Stadt, Mexiko, Landesmuseum Koblenz, Festung Ehrenbreitstein, Koblenz, Goethe-Institut, Nikosia, Zypern, Goethe-Institut, Washington DC, USA, Haus der Photographie, Deichtorhallen Hamburg (2015)
- contemporary art ruhr (C.A.R.) Talent Bereich, Zollverein, Essen (2015)
- Zukunft der Erinnerung, Fotosommer, Hauptstaatsarchiv Stuttgart (2017)
- Internationales Fotofestival Lodz, Zukunft der Erinnerung (2018)
- Nominiertenausstellung für den 3. Südwestdeutschen Kunstpreis (2020)
- GEDOK Stuttgart, Karolin Back ist Fotokünst (2020)
- Nominiertenausstellung für den 2. Südwestdeutschen Kunstpreis (2021)
- VHS Fotogalerie, Eurovision, Stuttgart (2021)
- Transformation, VHS Fotogalerie, Fotosommer Stuttgart (2024)

## Sammlungen (Auswahl)
- C/O Berlin, Berlin
- Stadtwerke Offenbach Holding GmbH, Offenbach
- Fraport Frankfurt, Frankfurt
- KSK Esslingen